# Троица (Бежаницкий район)
Троица — деревня на юго-востоке Бежаницкого района Псковской области. Входит в состав сельского поселения Бежаницкая волость.
Расположена в 10 км к югу от райцентра Бежаницы, в 1 км северо-восточнее деревни Аполье.
Численность населения деревни составляет 14 жителей (2000 год).
До 2005 года входила в состав ныне упразднённой Аполинской волости.